# Жорж Претр
Жорж Претр (фр. Georges Prêtre; 14. август 1924 — 4. јануар 2017) био је француски оркестарски и оперски диригент.

## Биографија

### Одрастање и образовање
Претр је рођен у Вазиер-у (департман Норд). Похађао је Конзерваторијум у Дуеју, а затим је студирао хармонију код Мориса Дуруфлеа и дириговање код Андреа Клитенса, између осталих професора на Конзерваторијуму у Паризу. Међу његовим раним музичким интересима били су џез и труба. Након дипломирања, дириговао је у неколико мањих француских оперских кућа, понекад под псеудонимом Жорж Дерејн (фр. Georges Dherain). 

### Каријера диригента
Његов диригентски деби био је у Марсељској опери 1946. године. Дириговао је и у оперским кућама у Лилу и Тулузу. Његов деби у Паризу био је у Опери-Комик (фр. Opéra-Comique) у Капричу Рихарда Штрауса. Био је директор Опере-Комик 1955–1959. Дириговао је у Лирик опери у Чикагу (енгл. Lyric Opera of Chicago) 1959–1971. Био је прво диригент (1959), а потом и музички директор 1970–1971 у Париској опери. Био је главни диригент Бечке симфоније 1986–1991.
Његов деби у Краљевској опери Ковент Гарден дошао је 1965. године, са првим наступима у Метрополитен опери у Њујорку и Ла Скали у Милану, такође у истој деценији. Радио је са Маријом Калас у више наврата и са њом снимао Кармен и Тоску.
Поред опере, Претр је био најпознатији по извођењима француске музике, диригујући дугим и тешким делима попут Дебисијевог Ла мер и Равеловог Дафне и Клои (фр. Daphnis et Chloé) без партитуре (тј. по сећању). Посебно је повезан са Франсисом Пуланком, који је премијерно извео своју оперу Људски глас (фр. La voix humaine) у Опери-Комик 1959., као и прво извођење у Француској његовог Седам одговора таме (фр. Sept répons des ténèbres) 1963. године. Године 1999. одржао је серију концерата у Паризу поводом прославе стогодишњице Пуланковог рођења. Марсел Ландовски је 1988. Жоржу Претру посветио своју Четврту симфонију. Многим љубитељима музике, међутим, Претрово име ће заувек бити повезано са светском премијером из 1959. године Симфонијског концерта за оргуље и оркестар, опус 81 (фр. Symphonie Concertante for Organ and Orchestra) Јозефа Јонгена, са Вирџилом Фоксом и оркестром Париске опере. Еклектичан музичар, Претр је дириговао у Бечу, 1962. године Аранску оперу (фр. L'Opéra d'Aran) Жилбера Бекоа.
Претр је 1982. дириговао оркестром Миланске Скале у филмским верзијама Маскањијеве Кавалерије рустикане (итал. Cavalleria rusticana) и опером Руђера Леонкавала Пајаци. У оба филма које је режирао Франко Зефирели, главну улогу је имао Пласидо Доминго. 
Претр је два пута дириговао Бечким новогодишњим концертом, 2008. и 2010. и једини је француски диригент који је имао ту част.

### Лични живот
Претр се оженио Џином Марни 1950. године и имали су сина и ћерку. Хобији су му били јахање, пливање, авијација, џудо и карате.
Претр је умро у Француској 4. јануара 2017. године, у 92. години. Имао је дом у Навесу (Тарн), близу Кастра.

## Награде
- Командант Ордена за заслуге Републике Италије (1982)
- Велики официр Ордена за заслуге Републике Италије (1991)
- Награда Европе (1982)
- Почасни диригент Бечке симфоније (Аустрија, 1991)
- Награда Музичког победника (фр. Victoire de la Musique) за најбољег диригента (1997)
- Аустријски крст части за науку и уметност I класе (2004)
- Велики официр Легије части (Француска, 2009)